# نبرد لینگونز
نبرد لینگونز در ۲۹۸ میلادی میان نیروهای امپراتوری روم و آلامانی‌ها رخ داد. فرماندهی رومی‌ها را در این نبرد امپراتور کنستانتیوس بر عهده داشت.